# Ibrahima Sory Souaré
Ibrahima Sory Souaré (Conakry, 14 luglio 1982) è un ex calciatore guineano, di ruolo centrocampista.

## Carriera

### Club
Ha giocato prevalentemente nel campionato francese.

### Nazionale
Con la nazionale guineana ha preso parte alla Coppa d'Africa 2008.